# هاري سينغلتون
هاري سينغلتون (بالإنجليزية: Harry Singleton)‏ (1877 في المملكة المتحدة - 5 يوليو 1948) هو لاعب كرة قدم بريطاني في مركز الوسط. لعب مع ستوكبورت كونتي وغريمسبي تاون ونادي إيفرتون.